# Fly (motorfiets)
Fly (ook wel: The fly) is een Belgisch historisch merk van motorfietsen.
Ze werden geproduceerd door de Werkhuizen Louis Vits in Brussel.
Dit bedrijf specialiseerde zich in gehandicaptenvoertuigen, maar kort na de Tweede Wereldoorlog bouwde men lichte motorfietsen met kleine wielen waarin 90cc- of 98cc-Villiers-blokjes lagen. Er waren twee versies: geveerd en ongeveerd. Beide modellen hadden een overkapping over het motorblok en een lage instap.